# Glitnir
Glitnir je třetí největší banka na Islandu.
Byla vytvoření ze tří privátních (Alþýðubanki, Verzlunarbanki, Iðnaðarbanki) a jedné státem vlastněné banky (Útvegsbanki) v roce 1990. Banka má pobočky v deseti zemích.
29. září 2008 se vláda Islandu rozhodla převzít nad bankou kontrolu, protože hrozil její kolaps. Vláda chtěla koupit 75% akcií za 600 milionů eur. Ke koupi však nedošlo, protože před schválením transakce byla na banku uvalena nucená správa.